# Durrës järnvägsstation

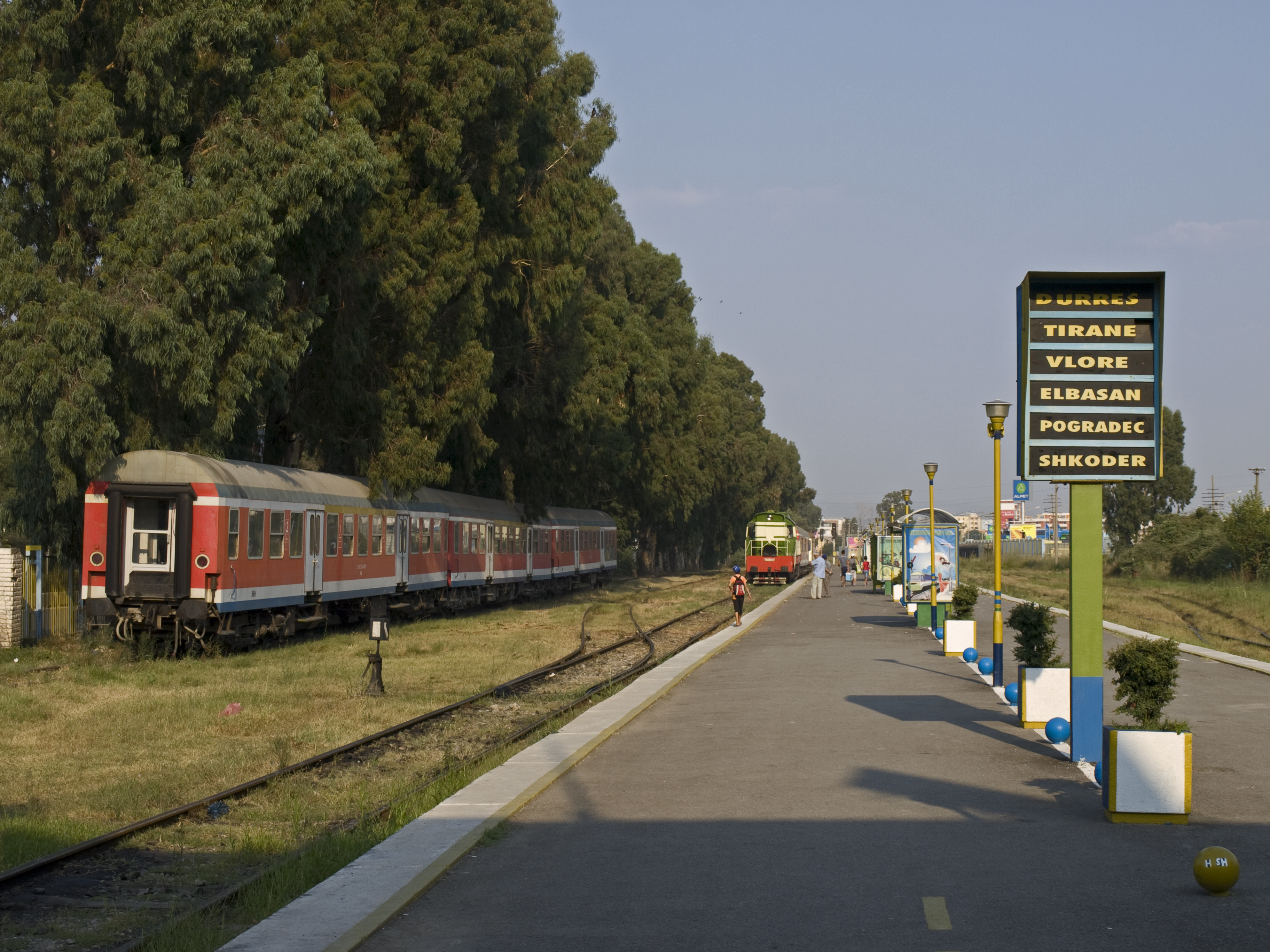
Durrës järnvägsstation 2009.

Durrës järnvägsstation är den största järnvägsstationen i Durrës i Albanien. Järnvägsstationen knyts samman med andra städer i Albanien, bland annat med Vlora i söder och landets huvudstad Tirana.